# 中屋敷 (北秋田市)
中屋敷（なかやしき）は、秋田県北秋田市鷹巣地域にある大字。郵便番号は018-3453。

## 地理
北秋田市の北部中央、大館能代空港の南東側・小猿部川左岸一帯にあたる。
東を国道105号・国道285号が、北を秋田県道324号大館能代空港東線が通る。東の低地に集落と水田があり、西は台地で大部分を山林や牧草地が占める。西端の1㎞先には北秋田市民病院や北欧の杜公園がある。
北は脇神、東と南は七日市、西は米内沢と隣接する。

### 河川
- 小猿部川

### 小字
- 伊勢堂山続 イセドウヤマツヅキ
- 大野 オオノ
- 囲ノ内 カコイノウチ
- 観音堂後ノ沢 カンノンドウウシロノサワ
- 下川原 シモカワラ
- 地切廻り チギリマワリ
- 鳥屋場下地切 トリヤバシタチギリ
- 中悪戸 ナカアクド
- 林台 ハヤシタイ
- 二ツ山下 フタツヤマシタ
- 脇神関下 ワキガミセキシタ

## 歴史

### 沿革
- 1889年（明治22年）4月1日 - 町村制の施行により、中屋敷村、脇神村、小森村の区域をもって沢口村発足。
- 1955年（昭和30年）4月1日 - 鷹巣町・栄村・坊沢村・七座村と合併し、新鷹巣町が誕生。同日沢口村廃止。

## 世帯数と人口
2020年（令和2年）10月1日現在の世帯数と人口は以下の通りである
| 大字   | 世帯数 | 人口  | 人口  | 人口   |
| 大字   | 世帯数 | 男    | 女    | 計     |
| ------ | ------ | ----- | ----- | ------ |
| 中屋敷 | 31世帯 | 52 人 | 48 人 | 100 人 |

### 世帯数と人口の変遷
国勢調査による世帯数と人口の推移。
| 1995年（平成07年） | 45世帯 |  |  | 142人 |  |  |
| 2000年（平成12年） | 40世帯 |  |  | 136人 |  |  |
| 2005年（平成17年） | 39世帯 |  |  | 130人 |  |  |
| 2010年（平成22年） | 38世帯 |  |  | 126人 |  |  |
| 2015年（平成27年） | 34世帯 |  |  | 112人 |  |  |
| 2020年（令和02年） | 31世帯 |  |  | 100人 |  |  |

## 小・中学校の学区
市立小・中学校に通う場合、学区は以下の通りとなる。
| 小字 | 小学校               | 中学校               |
| ---- | -------------------- | -------------------- |
| 全域 | 北秋田市立清鷹小学校 | 北秋田市立鷹巣中学校 |

## 交通

### 鉄道
- 最寄り駅は松葉町にあるJR東日本奥羽本線・鷹ノ巣駅と隣接する秋田内陸縦貫鉄道秋田内陸線・鷹巣駅である。

### 道路
- 国道105号 - 小森交差点
- 国道285号
- 秋田県道324号大館能代空港東線 - 千樹里トンネル

### バス
当地域南部を秋北バスが通過するが、停留所はない。

## 施設

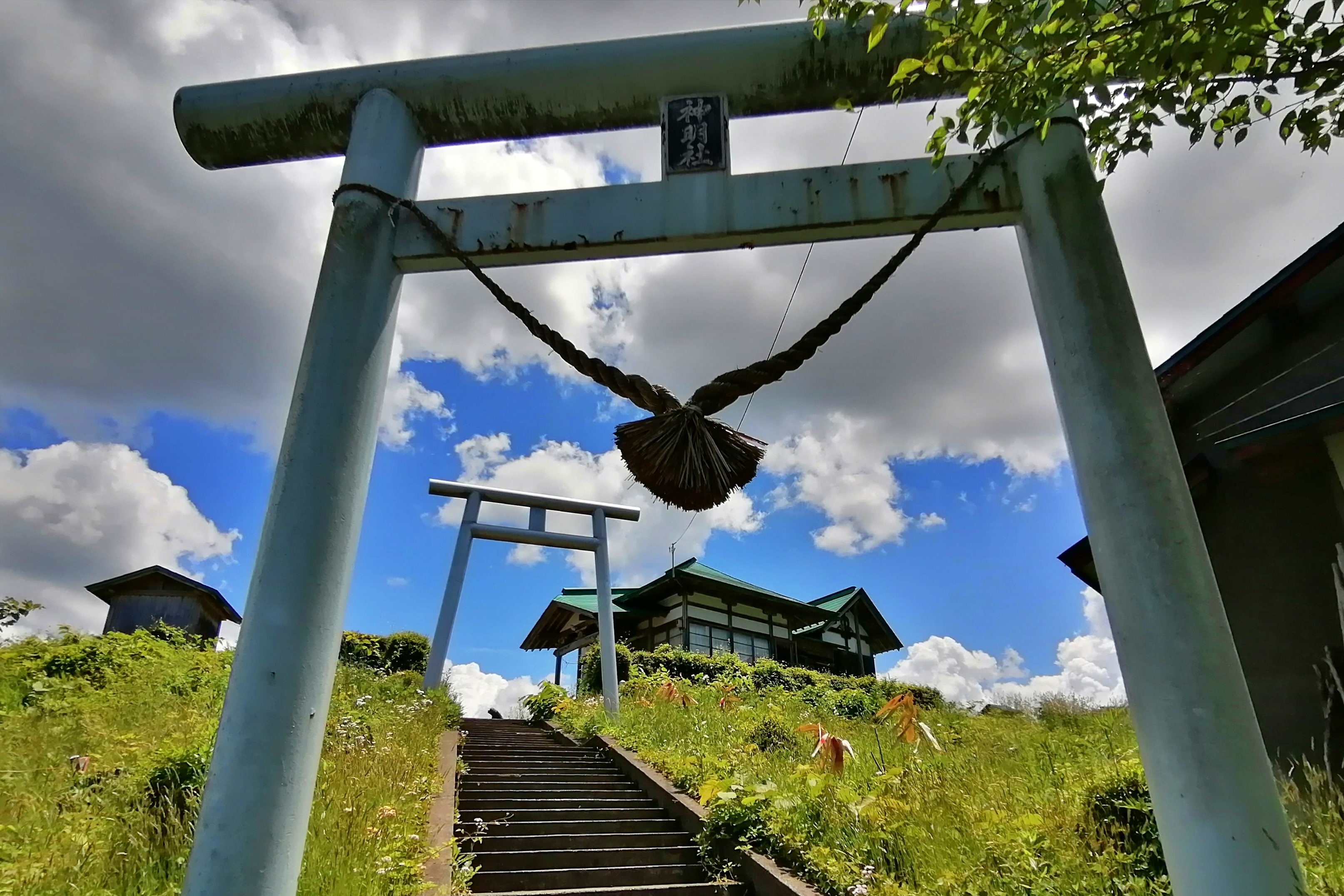
神明社
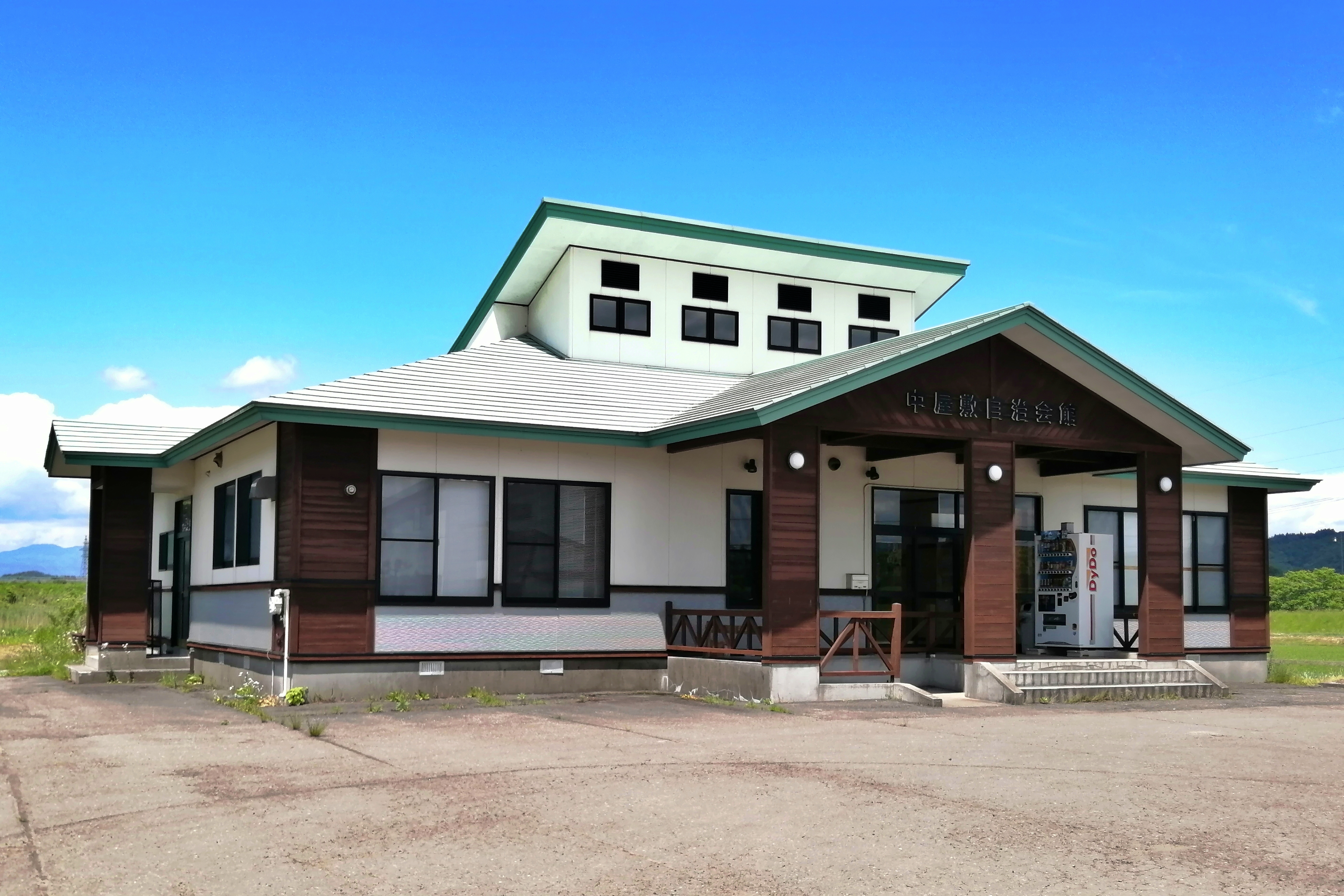
中屋敷自治会館
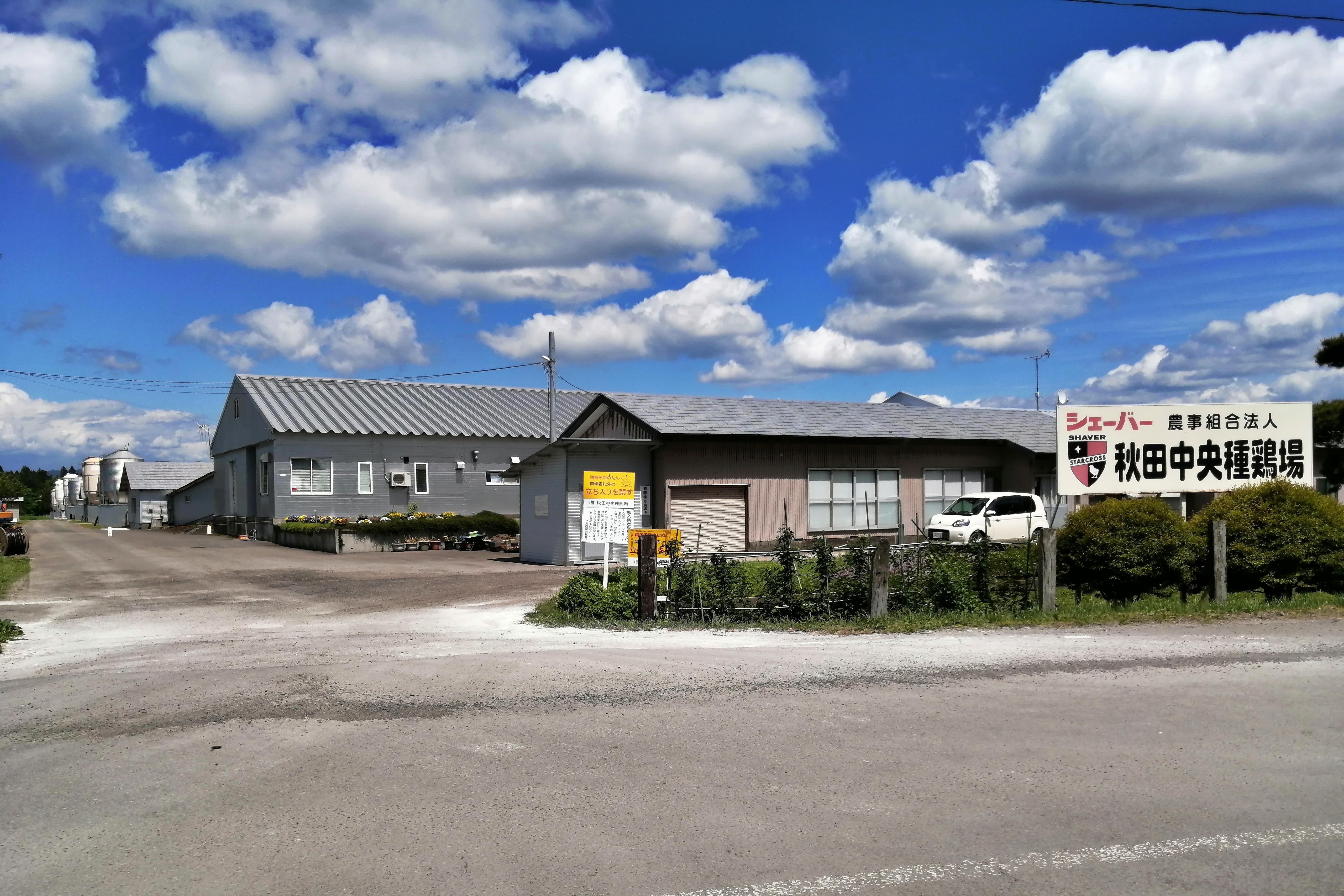
秋田中央種鶏場
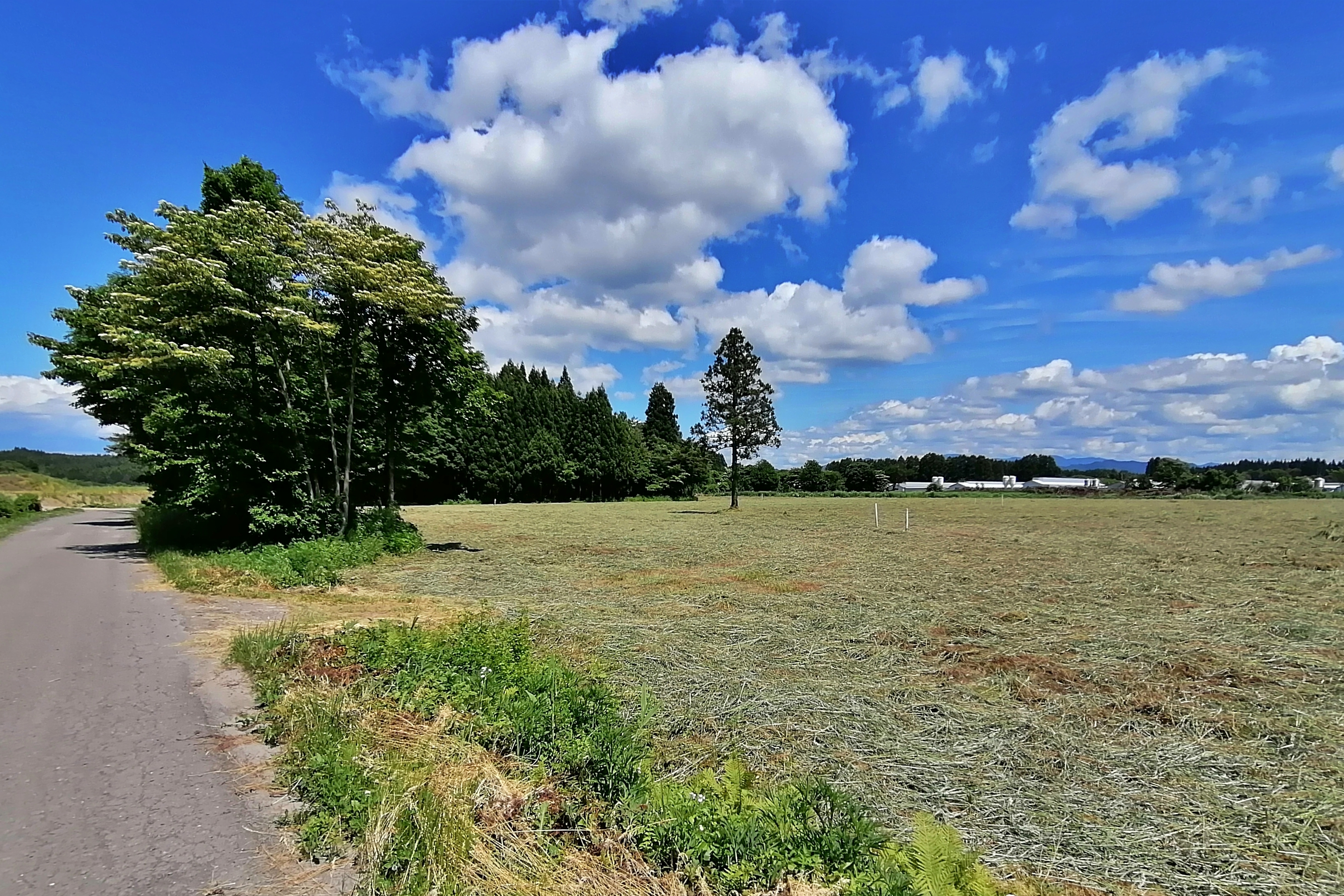
牧草地

- 神明社
- 中屋敷自治会館
- 秋田中央種鶏場
- 牧草地